# 東京都立本所高等学校
東京都立本所高等学校（とうきょうとりつ ほんじょこうとうがっこう）は、東京都墨田区向島三丁目にある都立高等学校。校舎は向島に位置しており、実際の本所とは少し距離がある。

## 概要
1931年（昭和6年）に本所区第一実業女学校として創立。1946年（昭和21年）現在の住所である牛島尋常小学校跡に移転。校門付近に森鷗外住居跡と牛島尋常小学校跡の説明板が設置されている。隔週土曜日授業実施、放課後や夏期・冬期の進学対策補習や、大学生チューター制度の実施などを行っている。

## 沿革
- 1931年4月 - 東京市本所区第一実業女学校として日進尋常高等小学校内に開校
- 1936年4月 - 東京市本所高等実践女学校に改称
- 1943年7月 - 東京都立本所高等実践女学校に改称
- 1946年3月 - 東京都立本所高等女学校に改称
- 1948年4月 - 学制改革により、東京都立本所新制高等学校に改称
- 1949年5月 - 定時制夜間課程設置
- 1950年
  - 1月 - 東京都立本所高等学校に改称
  - 4月 - 男女共学開始
- 1979年4月 - 新校舎落成
- 1996年3月 - 定時制閉課程
- 2005年4月 - 特進クラス設置
- 2006年4月 - 重点支援校（2006 - 2008年度）、部活動推進指定校（2006 - 2009年度）に指定
- 2010年4月 - 重点支援校（2010 - 2012年度）、安全教育推進校に指定
- 2011年4月 - ICT重点活用校、OJT推進指定モデル校に指定
- 2012年4月 - 年18回の土曜授業開始、特進クラス廃止（どちらも2012年度入学生から）
- 2016年4月 - 普通科中堅校における学習指導・進路指導に関するモデル校に指定[1]
- 2017年4月 - アクティブラーニング推進校に指定[2]
- 2018年
  - スポーツ特別強化校に指定[3]
  - 進学指導研究校に指定[4]

## 主な施設・設備
- 自習室
- 会議室
- 自動販売機
- 中庭
- 図書室
- 食堂
- 進路相談室
- 部室棟
- トレーニングルーム（体育館棟）
- プロジェクター（全普通教室）
- プール（屋上）
- 太陽光パネル（屋上）

## 教育目標
- 個性の伸長
- 豊かな人間性の育成
- 次代を担う力の育成
- 社会に貢献する精神の育成

## 交通
- 都営地下鉄浅草線・東京メトロ半蔵門線・東武伊勢崎線・京成押上線 押上駅より徒歩7分
- 東武伊勢崎線 曳舟駅より徒歩10分、とうきょうスカイツリー駅より徒歩7分
- 都営バス
  - 草39 「向島2丁目」バス停より徒歩2分[5]
  - 錦40 「向島3丁目」バス停より徒歩3分
- 墨田区内循環バス北西部ルート「森鴎外住居跡」バス停 目の前

## 学校行事
- 4月 - 入学式、新入生歓迎会
- 5月 - 遠足、中間考査
- 6月 - 体育祭
- 7月 - 期末考査
- 9月 ‐ 文化祭、修学旅行
- 10月 - 中間考査
- 12月 - 期末考査
- 2月 ‐ マラソン大会
- 3月 - 卒業式、学年末考査、修了式

## 校歌
校歌は1951年（昭和26年）に制定された。作曲は長谷川良夫、作詞は五味保義。

## 校章・スクールカラー

### 由来
校章は本校付近を流れる隅田川を「曇ったことがない」と言われている長野県にある諏訪大社上社の真澄鏡に見立てたもの。

### スクールカラー
カラーコードなどの指定はないが、基本的に青系色が使われてる。これは「隅田川の流れ」を表現する校章の青色に由来する。
公式サイトも青が基調のデザインであり（同窓会のサイトにおいても母校へのリンクは青色が使われている。）、夏服期間に使用されるYシャツの胸部分の校章は青色のみで表記される。日章旗や都旗とともに並べられる校旗は「青地に白の校章」である。

## 部活動

### 運動部
- 軟式野球部
- 男子バレーボール部
- 女子バレーボール部
- 卓球部
- 男子硬式テニス部
- 女子硬式テニス部
- ソフトテニス部
- 男子バスケットボール部
- 女子バスケットボール部
- 柔道部
- サッカー部
- 水泳部
- バドミントン部
- ハンドボール部
- 剣道部
- 陸上競技部
- ボート部
- ダンスパフォーマンス部

### 文化部
- 文芸部
- 英語部
- 美術部
- 演劇部
- 写真部
- 箏曲部
- 茶道部
- 華道部
- 漫画研究部
- ブラスバンド部
- 家庭科部
- 音楽部
- コンピュータ部
- 化学部
- 囲碁部

## 著名な出身者
- 安野侑志 - 紙芝居師
- 斉藤英一朗 - SF作家
- かぜ耕士 - ラジオDJ